# Laurence Harvey
Laurence Harvey nascido como Larushka Mischa Skikne (Joniškis, 1 de outubro de 1928 — Londres, 25 de novembro de 1973) foi um ator britânico, nascido na Lituânia. Foi pai de Domino Harvey, cuja vida inspirou o filme Domino.

## Biografia
Passou a infância em Johannesburg, na África do Sul, de onde saiu para trabalhar na Inglaterra. Lá estudou arte dramática e mudou seu nome para Laurence Harvey.
Estudou na Real Academia de Arte Dramática e depois passou a integrar o teatro da biblioteca de Manchester. Sua primeira apresentação nos palcos londrinos foi em 1951. Em 1956 foi para Nova York atuar em Island of Goats, mas seu maior sucesso nos palcos foi vivendo Henrique V pela Companhia Old Vic.
Estreou no cinema em 1948, no filme House of Darkness, e entre seus principais filmes estão Romeu e Julieta, O Espião de Nariz Frio, Disque Butterfield 8, Almas em Leilão, Summer and Smoke, Darling e Camelot.
Casou-se três vezes: primeiro com a milionária Joan Conn, depois com a atriz Margaret Leighton e, por último, com a modelo Paulene Stone.
Ele morreu de câncer, aos 46 anos, depois de lutar por quase dois anos com a doença.